# 신사이바시 상점가

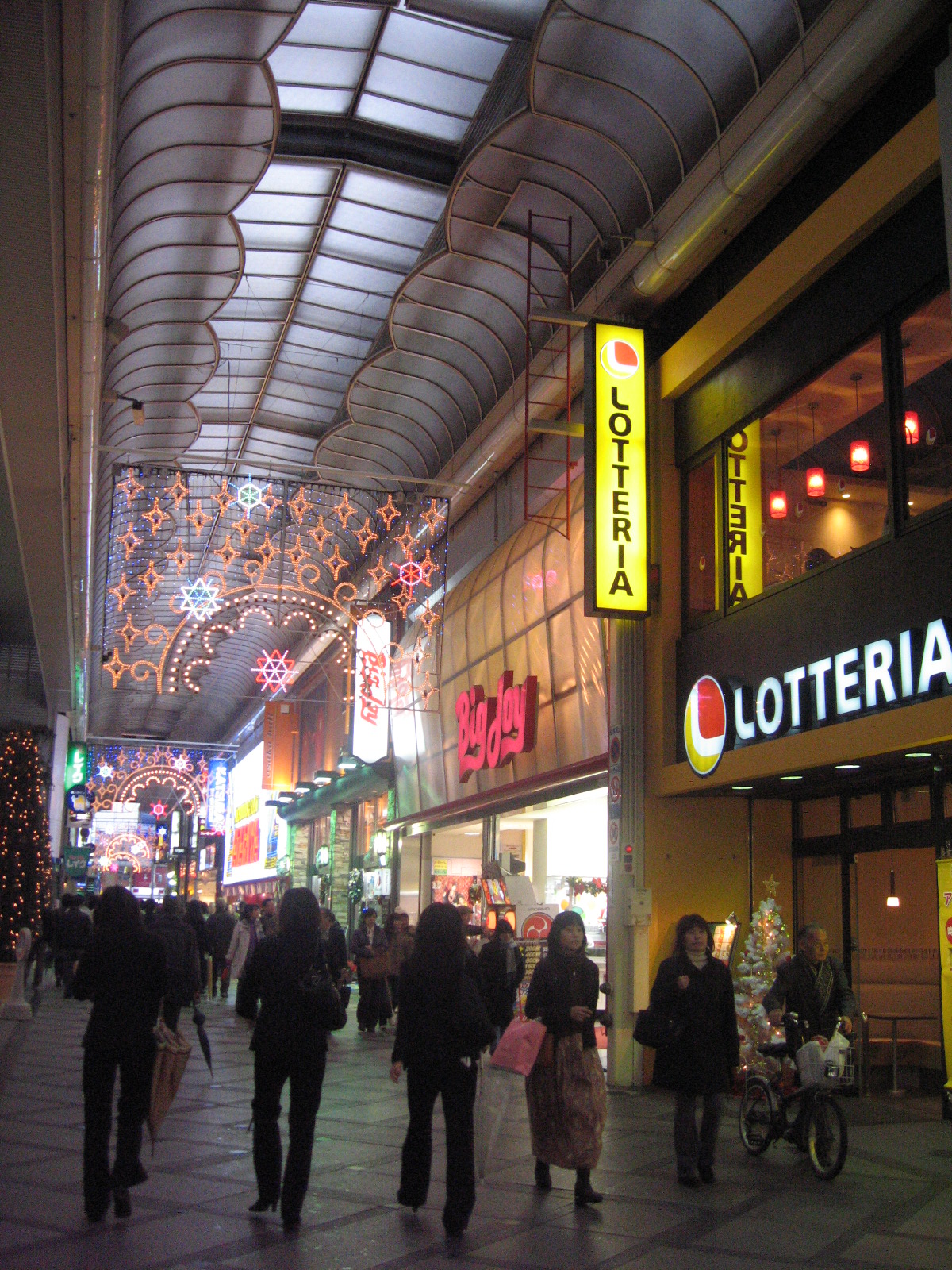
신사이바시 상점가

신사이바시 상점가(일본어: 心斎橋筋商店街 신사이바시스지쇼텐가이[*])는 일본 오사카부 오사카시 주오구에 있는 상점가이다.